# Йехиэль Михл из Злочева
Рабби Иехиэль Михл из Злочова (Маггид из Злочова), (1725—1785) — вождь галицийского хасидизма. Отец его, рабби Исаак Дрогобычский, — один из первых учеников Бешта. После смерти отца Иехиэль Михл получил в ночном видении повеление отправиться в Межерич и стать проповедником у Дов Бера из Межерича, так как источником мудрости, дотоле шедшие с неба к Бешту, потекли по смерти последнего к Дов Беру.
После кратковременного пребывания Иехиэля Михла в одной деревне в качестве меламеда он сделался проповедником в Злочове в 1770 году. стал во главе обширной группы хасидов и неустанно пропагандировал хасидское учение, что тотчас вызвало сильнейшие преследования со стороны известного пражского раввина Иезекиила Ландау и других.
Умер рабби Иехиэль Михл из Злочова в 1789 году. Похоронен в Ямполе, Хмельницкой области.
Отрывки его произведений и разные изречения, сохранившиеся в сочинениях его учеников и слушателей, а также последующих писателей, освещают личность рабби Иехиэля Михла очень мало. Несомненным является его выдающееся влияние на современный ему и последующий галицийский хасидизм. Он первый из цадиков ввел мелодии в практику хасидизма.
Сыновья и ученики рабби Иехиэля Михла сделались вскоре после его смерти цадиками во многих местностях Галиции и Волыни. Хасиды прозвали пять сыновей рабби за их святость «живым Пятикнижием».

## Изречения
- То обстоятельство, что злу противостоит добро, представляет человеку возможность победы.
- Позор нам, что мы боимся всякого, только не Бога.
- Жизнь моя была блаженной, потому что я никогда не нуждался в чём-либо, пока не приобрёл всё необходимое.
- Святость оказывается порой лишь нечестивым искушением.
- Есть два рода веры: простая вера, которая принимает слово и ждёт его исполнения, и деятельная вера, которая участвует в исполнении того, чему надлежит быть.